# Liste von Jazzmusikern/C
| Abk.  | Instrument           |
| ----- | -------------------- |
| acc   | Akkordeon            |
| acl   | Altklarinette        |
| afl   | Altflöte             |
| arr   | Arrangement          |
| as    | Altsaxophon          |
| b     | Bass                 |
| bar   | Baritonsaxophon      |
| bcl   | Bassklarinette       |
| bjo   | Banjo                |
| bl    | Bandleader           |
| bo    | Bongo                |
| bs    | Basssaxophon         |
| cl    | Klarinette           |
| clo   | Cello                |
| comp  | Komponist            |
| cond  | Dirigent             |
| cor   | Kornett              |
| dr    | Schlagzeug           |
| eh    | Englischhorn         |
| ep    | Elektronisches Piano |
| fg    | Fagott               |
| fl    | Flöte                |
| flh   | Flügelhorn           |
| frh   | Frenchhorn           |
| gisy  | Gitarrensynthesizer  |
| git   | Gitarre              |
| gl    | Glockenspiel         |
| har   | Mundharmonika        |
| harp  | Harfe                |
| kb    | Kontrabass           |
| keyb  | Keyboard             |
| lyra  | Lyra                 |
| mando | Mandoline            |
| mar   | Marimba              |
| obo   | Oboe                 |
| org   | Orgel                |
| p     | Piano                |
| perc  | Perkussion           |
| picb  | Piccolobass          |
| pictp | Piccolotrompete      |
| reeds | Holzblasinstrumente  |
| sax   | Saxophon             |
| ss    | Sopransaxophon       |
| syn   | Synthesizer          |
| tb    | Tuba                 |
| th    | Tenorhorn            |
| tp    | Trompete             |
| trb   | Posaune              |
| ts    | Tenorsaxophon        |
| tt    | Turntables           |
| vib   | Vibraphon            |
| viola | Viola                |
| vl    | Violine              |
| voc   | Gesang               |

Diese Liste ist eine Unterseite der Liste von Jazzmusikern.

## Ca – Cap
- Demian Cabaud kb, arr, comp
- Guy Cabay vib, voc, p
- George Cables p
- Joe Cabot tp
- Jean Michel Cabrol ts
- Emilio Caceres vln, arr
- Ernie Caceres bar
- Youen Cadiou kb, comp
- Ernie Cagnolatti tp, voc
- Jarrod Cagwin dr, perc
- François Cahen p
- Philippe Caillat git, b, comp, arr
- Henry Cain p
- Jackie Cain voc
- Michael Cain p, keyb
- Neal Caine kb
- Uri Caine p
- Cristiano Calcagnile dr
- Federico Calcagno cl, bcl, comp, cond
- Gene Calderazzo dr
- Joey Calderazzo p
- Doug Caldwell p
- Eddie Calhoun kb
- Hadley Caliman ts, ss, bcl, fl
- Red (George) Callender b
- Jothan Callins tp
- Cab Calloway voc, bl
- Rafael Calman dr
- Pablo Calogero bar, bcl, ss, ts, fl, as
- Christophe Calpini dr, electr
- Obed Calvaire dr
- Omar Rodriguez Calvo kb
- Tutti Camarata tp, arr
- Simon Camatta dr
- Jonas Cambien p
- Cándido Camero bo
- Jim Cameron sax
- Ruth Cameron voc
- Romy Camerun voc
- Michel Camicas trb
- Michel Camilo p
- Pablo Martín Caminero kb
- Nicola Caminiti as, s
- Jean Cammas kb, comp
- Bert Campell p, org, cond, arr
- Bill Campbell p
- Brunson S. Campbell p
- Floyd Campbell dr, voc, bl
- Big Fletchit Campbell dr, comp, arr
- Royce Campbell git
- Tommy Campbell dr
- Wilbur Campbell dr
- Julie Campiche harp
- Jim Campilongo git
- Marcel Campion git
- Tony Campise, sax, fl
- John Campo sax, cl
- Jean-François Canape tp, flhn
- Petr Cancura, cl, fl, git, voc
- Conte Candoli tp
- Fud Candrix ts, cl, vl, bl, arr
- Carme Canela voc
- Todd Canedy dr
- Tom Canning keyb, org, comp, arr
- Gerald Cannon kb
- Eddie Cano bl, p
- Mario Canonge p, keyb, comp
- Roy Cansdale kb, git
- Brent Canter git
- Etienne Cap tp, arr, comp
- Domenico Capezzuto p
- Jean-Charles Capon vc
- Al Cappi git
- Jean-Luc Cappozzo tp, flh
- Lou Caputo as, ss, bar, ts, fl, cl, cond

## Car
- Carmen Caramanica git
- Havana Carbo voc, p
- Gerard Carbonel b
- Bobby Carcassés perc, tp, cond, comp
- Roberto Carcassés p, cond, comp, arr
- Steve Cardenas git
- Eliot Cardinaux p, voc
- Harold Cardwell dr, perc
- Henri Carels tp
- Alba Careta tp, voc, comp
- Thomas Mutt Carey tp
- Mario Caribé b
- Rüdiger Carl cl, ts, acc
- Dorothy Carless voc, p
- Ray Carless sax
- Gunhild Carling tp, tbn, voc, harm, kb, oboe, recorder, bagpipe, harp, cond, arr
- Fredrik Carlquist ts, ss, as, fl, cl, comp
- Emmett Carls ts
- Thomas Carlsen perc
- John Carlson sax, comp
- John Carlson, tp
- Rune Carlsson dr
- Jack Carman trb
- Chelsea Carmichael ts, comp
- Hoagy Carmichael p, voc
- Matt Carmichael ts, comp
- Javier Carmona dr, perc
- Jean Carn voc
- Bill Carney dr
- Harry Carney bar
- James Carney p
- Ryan Carniaux tp
- Enzo Carniel p
- Chip Carpenter dr, perc, vib
- Dave Carpenter b
- Ike Carpenter p, arr, bl
- Ian Carr tp, flhn
- Lady Will Carr p
- Mike Carr org, p, vib
- Tony Carr dr, perc
- François Carrier sax
- Terri Lyne Carrington dr
- Baikida Carroll tp
- Bob Carroll voc
- Liane Carroll voc, p
- Joe 'Bebop' Carroll voc
- Marques Carroll tp
- Bill Carrothers p
- Arnie Carruthers p
- Earl Malcolm Carruthers bar
- Big Al Carson voc, tu, hor
- Ernie Carson cor, tp, p, voc
- Tee Carson p
- Beppe Carta kb
- Stian Carstensen acc, bjo
- Benny Carter as, tp, cl, bl
- Betty Carter voc
- Bryan Carter dr, voc, arr, comp
- Daniel Carter sax, cl, fl
- Deborah Carter voc, comp
- James Carter as, ts
- Lou Carter p
- Rashaan Carter kb
- Regina Carter v
- Ron Carter kb
- George Cartwright sax, comp, bl
- Frank Caruso p, keyb
- André Carvalho kb
- Wayman Carver as
- Dick Cary p, tp
- Marc Cary p, arr

## Cas – Cg
- Federico Casagrande git
- Ralph Casale git
- Russ Case tp, arr
- Al Casey git
- Bill Casey alias Will Weldon voc, git
- Bob Casey kb
- Floyd Casey wbd, kazoo, dr
- Gene Casey p, arr
- Ted Casher sax, cl
- Daniel Casimir tb, comp
- Daniel Casimir kb, comp
- John Casimir cl, bl
- Barbara Casini voc, git
- Buddy Casino p, ep, org
- Sara Cassey comp
- Ed Cassidy dr
- Sharel Cassity sax
- Johnny Castaing dr
- Edmar Castañeda harp
- Dolph Castellano p
- Tony Castillo tp, bl
- Lee Castle alias Lee Castaldo tp
- Bruno Castellucci dr
- Joe Castro, p, bl
- Sara Caswell viol
- Frank Catalano sax
- Big Sid Catlett dr
- Buddy Catlett kb, sax
- Philip Catherine git
- Matt Catingub as, p, arr, cond
- Sid Catlett dr
- Lauderic Caton git
- Johnny Catron bl, arr, comp
- Jean-Pierre Catoul viol
- Albert 'Happy' Cauldwell ts
- Élisabeth Caumont voc, comp
- Alexandre Cavaliere vl
- Daniele Cavallanti sax
- Page Cavanaugh p
- Gabrielle Cavassa voc, keyb, git, comp
- Alessio Cazzetta git, comp
- Gianni Cazzola dr
- Fabrizio Cecca kb
- Théo Ceccaldi vl, viola, comp
- Valentin Ceccaldi cel
- André Ceccarelli dr
- Giovanni Ceccarelli p
- Isaiah Ceccarelli perc, dr
- Christoph Cech p, comp, dir
- Svatopluk Čech ts, arr
- Tony Cedras tp, akk, git, p
- Mattis Cederberg bass-trb, tu, cimbasso, comp
- Guillermo Celano git, comp
- Papa Celestin cor
- Thibault Cellier kb
- Richard Centalonza reeds
- William Cepeda tbn, conch, arr, comp, cond
- Nick Ceroli dr
- Franco Cerri git
- Ralf Cetto kb, eb, comp
- Adalberto Cevasco eb, comp

## Ch
- Eugene Chadbourne git, bj
- James Chadwick git
- Joachim Caffonnette p
- Khalil Chahine git, syn, harm, keyb, perc, comp
- Sarah Chaksad sax, comp, arr, cond
- Matt Chalk reeds
- Olly Chalk p
- Tom Challenger sax, cl
- Bill Challis arr
- Serge Chaloff bar
- Marc Chalosse p
- Rick Chamberlain trb
- Ronnie Chamberlain sax, cl
- Dennis Chambers dr
- Henderson Chambers trb
- Jeff Chambers kb
- Joe Chambers dr
- Paul Chambers b
- Sebastian Chames p
- Joan Chamorro bs, ts, cl, fl, b, comp, cond
- Andy Champion kb
- Vincent Chancey frh
- Ken Chaney p
- Tom Chang git
- Domi Chansorn dr, voc, comp
- Earl Chapin frh
- Thomas Chapin as, bar, fl
- David E. Chapman as, cl
- Rodney Chapman  ts
- Mélusine Chappuis p, comp
- Roger Chaput git
- Joanna Charchan as, bar
- Benoît Charest git, komp
- Brian Charette org, p
- Bill Charlap p
- Amédée Charles cl
- Buddy Charles dr
- Denis Charles dr
- Etienne Charles tp, flhn
- Melanie Charles voc, fl
- Ray Charles voc, p
- Sarah Elizabeth Charles voc, comp
- Teddy Charles vib, comp, arr
- Rondi Charleston voc, comp
- André Charlier dr
- Nicolas Charlier dr
- Sébastien Charlier harm, ss, git, bjo, EWI
- Rémi Charmasson git
- Yves Charuest as
- Allan Chase sax
- Frank Chase cl, ts
- Tommy Chase dr
- François Chassagnite tp, voc
- Guillaume de Chassy p
- Remy Chaudagne b, kb, comp
- Léo Chauliac comp, p, bl
- Matthieu Chazarenc dr
- Arni Cheatham sax, fl
- Doc Adolphus Cheatham tp
- Jeannie Cheatham voc, keyb, p, arr
- Jimmy Cheatham trb, b-trb, arr, comp
- Chris Cheek sax
- Russ Cheever ss, cl
- Vladimir Chekassin as, cl, comp
- Gene Cherico kb
- Vince Cherico dr
- Jarrett Cherner p
- Don Cherry tp
- Matt Chertkoff git
- Kevin Chesham dr
- David Chesky p, comp, arr
- François Chesnel p. bl
- Cyrus Chestnut p, comp
- Bruno Chevillon kb
- Francesco Chiapperini bar, bcl, synth
- Franco Chiari vib, arr
- Warren Chiasson vib, p, perc, comp
- Noël Chiboust cl, ts, tp, bl
- Frédéric Chiffoleau kb, b
- Buddy (Marion) Childers tp
- Billy Childs p
- John Chilton tp, flhn, comp
- Pete Chilver git
- John Chin, p,keyb
- Joie Chindamo p
- George Chisholm tb
- Hayden Chisholm as, bcl, comp
- Herman Chittison p, voc
- Leonid Chizhik p, comp
- Bob Chmel dr
- Simon Chmel dr, comp
- Damon Choice vib
- Jean-Christophe Cholet p, comp
- Franz von Chossy p, comp
- Harry Christelis git
- Anders Christensen b
- Søren Christensen vln
- Tom Christensen ts
- Buddy Christian bjo, git, p
- Buddy Christian dr
- Charlie Christian git
- Emile Christian trb, kb, kor
- Frank Christian, tp
- Kasper Tom Christiansen dr
- Svein Christiansen dr
- Ian Christie cl
- Keith Christie trb
- Lyn Christie kb, e-b
- June Christy alias Shirley Luster voc
- Keith Christie trb
- Pete Christlieb sax, fl
- Peter Christof b, comp
- Jacob Christoffersen p, keyb, comp
- Pierre Christophe p
- Evan Christopher, cl, comp
- June Christy voc
- Fima Chupakhin p
- Pete Churchill voc, p, arr, comp, cond
- Tomasz Chyła vl, comp

## Ci – Cl
- Antonio Ciacca p
- Teo Ciavarella p, org, comp
- Eugen Cicero, p
- Roger Cicero voc
- Cid Rim dr
- Michal Ciesielski p
- Jim Cifelli tp, flhn
- Mattia Cigalini as, ss, comp
- Peter Cincotti p
- Joe Cinderella git
- Mino Cinelu perc, git, fl, voc
- Francesco Ciniglio dr
- Roberto Cipelli p
- Gene Cipriano reeds
- Wally Cirillo p
- Antoine Cirri dr
- Peter Cischeck kb
- Emanuele Cisi sax
- Solo Cissokho, Kora, Djembe, git, b, dr
- Felice Civitareale tp, flh
- Ty Citerman git, comp
- Soesja Citroen voc
- Marcin Ciupidro vib
- Chiara Civello voc, p, git, comp
- Alexander Claffy kb
- Deszon X. Claiborn dr
- Sunny Clapp trb, cl, as, bl
- Alan Clare p, comp
- Fernand Clare ts, as, cl, arr, bl
- Kenny Clare dr
- Bill Clark tp
- Bill Clark dr
- Buddy Clark kb, arr
- Charles Clark kb, clo
- Curtis Clark p
- Gus Clark p, arr
- John Clark frh
- June Clark cor, tp, bl
- Mike Clark dr
- Sonny Clark p
- Babe Clarke bar, as, cl, fl
- Kenny Clarke dr, bl
- Pete Clarke sax, cl
- Scott Clark dr, bl
- Spencer Clark bs
- Seleno Clarke org
- Stanley Clarke b
- Zack Clarke p
- Raph Clarkson trb
- Paul Clarvis dr, perc
- Martin Classen sax
- Benn Clatworthy ts
- Mathias Claus p
- Thomas Clausen p, keyb
- Shirley Clay tp
- Sonny Clay p, dr, bl
- Buck (Wilbur) Clayton trp
- Jeff Clayton sax
- John Clayton kb
- Rob Clearfield p, keyb
- Gerald Cleaver dr
- Arthur Clees vib, comp
- Dawn Clement p
- Mathieu Clement dr, vib, comp
- Rio Clemente p
- Dwayne Clemons tp
- Olivier Clerc dr, perc
- Rod Cless cl, sax
- Jimmy Cleveland trb
- Andy Cleyndert kb
- Dave Cliff git
- Winston Clifford, dr
- Bill Clifton p, arr
- Alex Cline dr, perc
- Nels Cline git
- Andrew Clinkman git
- Matt Clohesy kb
- Rosemary Clooney voc
- Pol Closset tp, bl
- Max Clouth git, sitar, bouzouki, comp
- Trish Clowes ts, ss
- Dan Clucas cor, tp
- Rob Clutton kb

## Coa – Col
- Barry Coates git
- Don Coates p
- John Coates Jr. p
- Billy Cobham dr
- Arnett Cobb ts
- Junie Cobb, bjo, cl, sax, p, dr
- Oliver Cobb cor, tp, voc, bl
- Alfred Cobbs trb
- Gabriel Coburger ts, as, ss, fl, comp
- William „Bugs“ Cochran dr
- Joe Cocuzzo dr
- Manu Codjia git, comp
- Ray Codrington tp, flhn
- Jimmy Coe sax
- Tony Coe ts, cl, ss
- Mark Coehoorn dr
- Basil ‚Manenberg‘ Coetze ts, fl, penny whistle
- David Cogliatti p
- Ryan Cohan p
- Alan Cohen ss, ts, arr, comp
- Andrea Cohen trb
- Avishai Cohen b, p, perc
- Emmet Cohen p, org
- Greg Cohen kb
- Paul Cohen tp
- Porky Cohen trb
- Rachael Cohen as
- Haggai Cohen-Milo kb, comp
- Al Cohn ts
- Steve Cohn p
- Zinky Cohn p, comp
- Alex Coke ts, fl, bfl
- Jack Coker p
- Jerry Coker ts, cl
- Vinnie Colaiuta dr
- Randall Colbourne dr
- Mark Colby ts, ss
- Alexis Cole voc, bl
- Bill Cole reeds, tp
- Bobby Cole p, arr
- Cozy (William) Cole dr
- Gracie Cole tp, bl
- June Cole tb, b
- Nat King Cole p, voc
- Richie Cole as
- Rupert Cole cl, as, bar
- Xhosa Cole ts, fl, comp
- Denardo Coleman dr
- George Coleman ts, as, ss
- George Coleman junior dr
- Montez Coleman dr
- Oliver Coleman dr
- Ornette Coleman as, tp, vl, comp
- Steve Coleman as
- William (Bill) Johnson Coleman tp
- Mark Colenburg dr
- Johnny Coles tp, flh
- John Colianni p, arr
- Charles Colin tp
- Javier Colina kb
- Frank Collett p
- Buddy (William Marcell) Collette sax, fl, cl
- Dan Collette tp
- Olivier Collette p, comp
- Scott Colley b
- Max Collie tb, voc
- Graham Collier kb, comp
- Isaiah Collier reeds
- Ralph Collier dr, perc
- George Colligan p.org, tp
- Raymond Colignon p, org
- Booker Collins kb, trb, tu
- Burt Collins tp
- Cal Collins git
- Dick Collins cor, tp, flhn
- Howard Collins git
- Jay Colins ts
- Romain Collin p, comp
- John Collins git
- Joyce Collins p
- Lee Collins tp
- Mick Collins tp
- Rudy Collins dr
- Shad Collins tp
- Tim Collins vib, comp
- Lou Colombo tp, flhn, cor
- Massimo Colombo p, keyb, arr, synt, comp
- Steve Colson p
- Alice Coltrane p, org, harp
- John Coltrane ts, ss, comp
- Oran Coltrane as
- Ravi Coltrane ts, ss, comp
- Tony Colucci bjo, git
- Chris Columbus dr, bl
- Ken Colyer tp, co, git, voc

## Com – Coy
- Alix Combelle ts, cond
- Leon Comegys trb
- Philippe Combelle ds
- Joe Comfort kb
- Pete Compo vln, kb
- Jonathon Compton as
- Eddie Condon git
- Les Condon tp, comp, arr
- Sean Conly kb
- Will Connell as, b-cl, cl, fl, arr
- Harry Connick p, voc
- Ray Conniff trb, comp, arr
- Chris Connor voc
- Chuck Connors trb
- Norman Connors dr, perc, comp
- Leena Conquest voc
- Peppe Consolmagno perc
- Paolo Conte p, vib, voc, comp
- Robert Conti git
- Ivan Conti dr, keyb
- Rudi Contra kb, tb
- Tino Contreras dr
- Chris Conz p
- Carla Cook voc
- Doc Cook p, arr, bl
- Frank Cook kb, bl
- Gerald Cook p
- India Cooke vl
- Junior Cook ts
- Laurence Cook dr, perc
- Willie (John) Cook tp
- Jef Coolen tp, flhn
- Jack Cooley dr, voc
- Todd Coolman kb, clo
- Jimmy Coombes trb
- Nigel Coombes vln
- Jackie Coon flhn, voc
- Cooper-Moore p, bjo, vln, xyl, harp
- Alan Cooper bcl, ss
- Bob Cooper ts, obo, eh
- Buster Cooper trb
- Jerome Cooper dr, keyb
- Harry Cooper tp
- Jim Cooper vib
- Shane Cooper el-b, kb, bass-synth, comp
- Sheila Cooper voc, sax
- Sid Cooper fl, cl, as
- Keith Copeland dr
- Ray Copeland tp
- Marc Copland p
- Biagio Coppa sax
- John Coppola tp, arr
- Tom Coppola p, key, syn, arr
- James Copus  tp, flhn
- Tom Cora clo
- Morty Corb kb
- Benoît Corboz p, org, keyb, comp
- Michele Corcella git, comp, cond
- Corky Corcoran ts
- Chick Corea p, ep
- Mascha Corman voc, comp
- Philippe Cornaz vib, mar, perc
- Corky Cornelius tp
- Patrick Cornelius as
- François Corneloup ss, bs
- Gilles Coronado git, comp
- Walter Coronda git
- Rich Corpolongo sax, fl, cl, bcl
- Jay Corre ts, cl, fl
- Alegre Corrêa git, voc, perc, bl
- Djalma Corrêa perc, comp
- Mayuto Correa perc
- Serge Corteyn git
- Christine Corvisier ts, bcl, comp
- Larry Coryell git
- Jeff Cosgrove dr
- Roxy Coss sax, fl, bcl
- Carlo Costa dr
- Eddie Costa vib, p
- Johnny Costa p, org, syn, arr, comp
- Mário Costa dr, comp
- Jack James Costanzo perc
- Sonny Costanzo trb, bl
- Graham Costello dr
- Louis Cottrell Jr cl, ts
- Louis Cottrell Sr dr
- Dunstan Coulber cl, ts
- Clifford Coulter p, keyb, git, voc
- Curtis Counce b
- Jacques Coursil tp
- Laurent Courthaliac p
- Bert Courtley tp
- Vincent Courtois clo
- Charles Covington p, org
- Stanley Cowell p, comp
- Jon Cowherd p
- Marion Cowings voc
- Neil Cowley p, comp
- Adrian Cox cl, voc
- Alphonse Cox tp
- Anthony Cox b
- Cory Cox dr
- Ida Cox voc
- Kenn Cox p
- Lol Coxhill ss, ts
- Ernest Coycault cor, tp

## Cr – Ct
- Richie Crabtree p
- Paul Cram ts, as, cl, arr
- Heinz Cramer git
- Fred Crane p
- Bob Cranshaw kb, e-b, tu
- Dominique Cravic git, comp
- Hank Crawford as, bs
- Bixie Crawford voc
- Hubie Crawford e-b, harm
- Jimmy Crawford dr
- Paul Crawford trb, horn
- Ray Crawford git
- Wilton Crawley cl, comp
- Charlie Creath tp, bl
- René Creemers dr
- George Cremaschi kb
- Augusto Creni git
- Chris Crenshaw trb, comp
- Jeff Cressman trb
- Holger Creutzfeldt tp
- Matt Criscuolo sax
- Marilyn Crispell p
- Sonny Criss as, ss
- John Critchinson p
- Marko Črnčec p
- Theo Croker tp, voc
- Monte Croft vib
- Henri Crolla git
- Tony Crombie dr, comp, arr, p
- Rosalind Cron as, fl
- Bill Cronk kb
- Hal Crook trb, comp, arr
- Richard Crooks dr, perc
- Bing Crosby voc
- Bob (George Robert) Crosby voc, bl
- Charles Crosby dr
- Israel Crosby kb
- Ben Crosland kb
- Earl Cross tp, flhn
- Nathaniel Cross trb
- Theon Cross tu, tb
- Payton Crossley dr
- Connie Crothers p
- Ron Crotty kb
- Bill Crow kb, dr, bo, tp, trb, as, barh
- Austin Crowe p
- Elmer Crumbley trb
- Joshua Crumbly e-b, kb
- Pat Crumly sax, fl
- Stephan Crump kb, e-b
- Jim Crutcher kb
- Adam Cruz dr
- Gusztáv Csík p, keyb
- Tibor Csuhaj-Barna b

## Cu – Cz
- Alexis Cuadrado kb, comp
- Ronnie Cuber sax, fl
- Peter Cudek kb
- Andrzej Cudzich kb, comp
- Sylvia Cuenca dr
- Ed Cuffee, trb
- Philippe Doudou Cuillerier git, voc, comp
- Arnault Cuisinier kb, comp, voc
- Alby Cullaz kb
- Pierre Cullaz git, clo
- Wendell Culley tp
- Jamie Cullum git, p
- Jim Cullum cor, bl
- Chris Culver trb, arr
- Rollie Culver dr
- Robert Cummings cl, dr
- Bernie Cummins dr, bl
- Bill Cunliffe p
- Adrian Cunningham ts, cl, fl
- Bob Cunningham kb, comp
- Jeremy Cunningham dr
- Mike Cuozzo ts
- Bob Curnow comp, arr, trb, kb
- Ed Curran as, cl, comp
- Gary Curson as, ss
- Ted Curson tp, flhn
- Caleb Curtis as
- Howard Curtis dr, perc
- Luques Curtis kb
- Stuart Curtis sax
- Kim Cusack sax, cl
- Cutty (Robert Dewees) Cutshall trb
- Jeremiah Cymerman cl
- John Cyr dr,  perc
- Andrew Cyrille dr, perc
- Kuba Cywinski b, kb
- Anne Czichowsky voc